# كارلا موريسون
كارلا موريسون (بالإسبانية: Carla Morrison)‏ هي كاتبة غنائية ومغنية وعازفة قيثارة مكسيكية، ولدت في 19 يوليو 1986 في Tecate Municipality ‏ في المكسيك.

## وصلات خارجية
- الموقع الرسمي
- كارلا موريسون على موقع IMDb (الإنجليزية)
- كارلا موريسون على موقع ميوزك برينز (الإنجليزية)
- كارلا موريسون على موقع أول ميوزيك (الإنجليزية)
- كارلا موريسون على موقع ديسكوغز (الإنجليزية)
- كارلا موريسون على موقع قاعدة بيانات الفيلم (الإنجليزية)